# Kamui Kobayashi
Kamui Kobayashi (jap. 小林可夢偉 Kobayashi Kamui; ur. 13 września 1986 w Amagasaki) – japoński kierowca wyścigowy, startujący w wyścigach Formuły 1, w trakcie których raz zdobył pozycję na podium (3. miejsce w Grand Prix Japonii 2012) i raz ustanowił najszybsze okrążenie podczas wyścigu (Grand Prix Chin 2012).

## Życiorys

### Początki kariery
Kobayashi karierę rozpoczął, jak większość kierowców, od kartingu w 1996 roku. Dzięki kilku sukcesom w tej kategorii, został przyjęty do programu rozwoju młodych kierowców Toyoty. Pod okiem japońskiego producenta rozpoczął starty w Niemieckiej i Włoskiej Formule Renault. O ile w Niemczech nie osiągnął żadnych sukcesów, o tyle we Włoszech zdołał trzykrotnie zdobyć pole position oraz wygrać dwa wyścigi. W ostatecznym rozrachunku ukończył je odpowiednio na szesnastej i siódmej pozycji w klasyfikacji końcowej. Drugi sezon startów, jako profesjonalnego kierowcy, był już wielkim pasmem sukcesów Japończyka. Oprócz tytułu we Włoskiej Formule Renault, wygrał również bardziej prestiżowy, europejski odpowiednik tej serii.
Mistrzowski sezpół ASM Formule 3 z Formuły 3 Euroseries zaangażował go w swoim zespole. W pierwszym roku startów zajął ósmą pozycję w klasyfikacji końcowej zdobywając 34 punktów. W drugim reprezentował już główny zespół tej ekipy. Zdobywszy 59 punktów (wygrał również jedną sesję kwalifikacyjną i wyścig), zajął ostatecznie czwartą lokatę na koniec sezonu. Mimo to słabo wypadł na tle swojego kolegi z teamu, Romaina Grosjeana, który wywalczył tytuł oraz Nico Hülkenberga, reprezentującego barwy drugorzędnego zespołu ASM.

### GP2

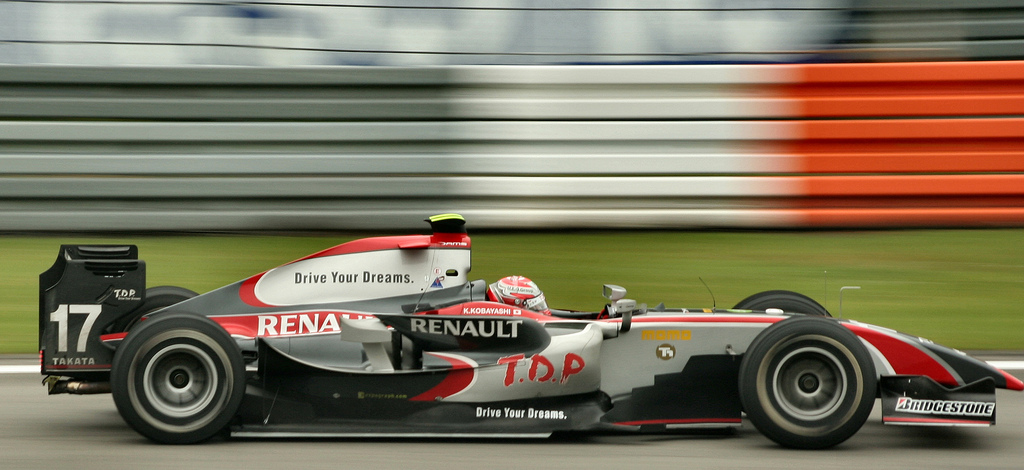
Kamui Kobayashi na torze Nürburgring podczas rundy Serii GP2 (2009)

W sezonie 2008 był już kierowcą testowym ekipy Toyota, startującej w Formule 1. Poza tym brał udział również w serii GP2 – w ekipie DAMS. Starty w bezpośrednim zapleczu F1 rozpoczął jednak od nowo powstałej azjatyckiej serii GP2, odbywającej się w przerwie zimowej. Start w niej z pewnością mógł zaliczyć do udanych m.in. za sprawą dwóch wygranych wyścigów, co na krótki sezon było dużym osiągnięciem. Ostatecznie nową serię ukończył na szóstej pozycji, z dorobkiem 22 punktów. Mimo dobrych wyników w zimowej serii, w głównym GP2 było już przeciętnie. Pomimo dobrego początku (ósme i pierwsze miejsce w pierwszej rundzie na torze w Hiszpanii), Japończykowi szło coraz gorzej i w konsekwencji okazał się gorszym nawet od swojego kolegi z zespołu, którego pokonał uprzednio w zimowym cyklu. Dziesięć punktów dało mu szesnaste miejsce w klasyfikacji generalnej.
Na przełomie lat 2008/2009 Kobayashi ponownie wystartował w zimowej GP2. Według ekspertów, był murowanym faworytem do tytułu z racji świetnych wyników na testach oraz odejściu większości kierowców z czołówki głównej serii. Wszystkie spekulacje okazały się trafne. Japończyk od początku prowadził w mistrzostwach, ostatecznie kończąc serię z tytułem mistrzowskim, z dużą przewagą nad swoim kolegą z zespołu. W sezonowej edycji Kobayashi znowu sobie nie poradził, potwierdzając tym samym słabą dyspozycję na europejskich torach (tylko raz stanął na podium, co miało miejsce na ulewnym torze Nürburgring). Ostatecznie suma trzynastu punktów dała mu ponownie szesnastą pozycję w klasyfikacji generalnej, w porównaniu z dziewiątą partnera, Jérôme d’Ambrosio.

### Formuła 1

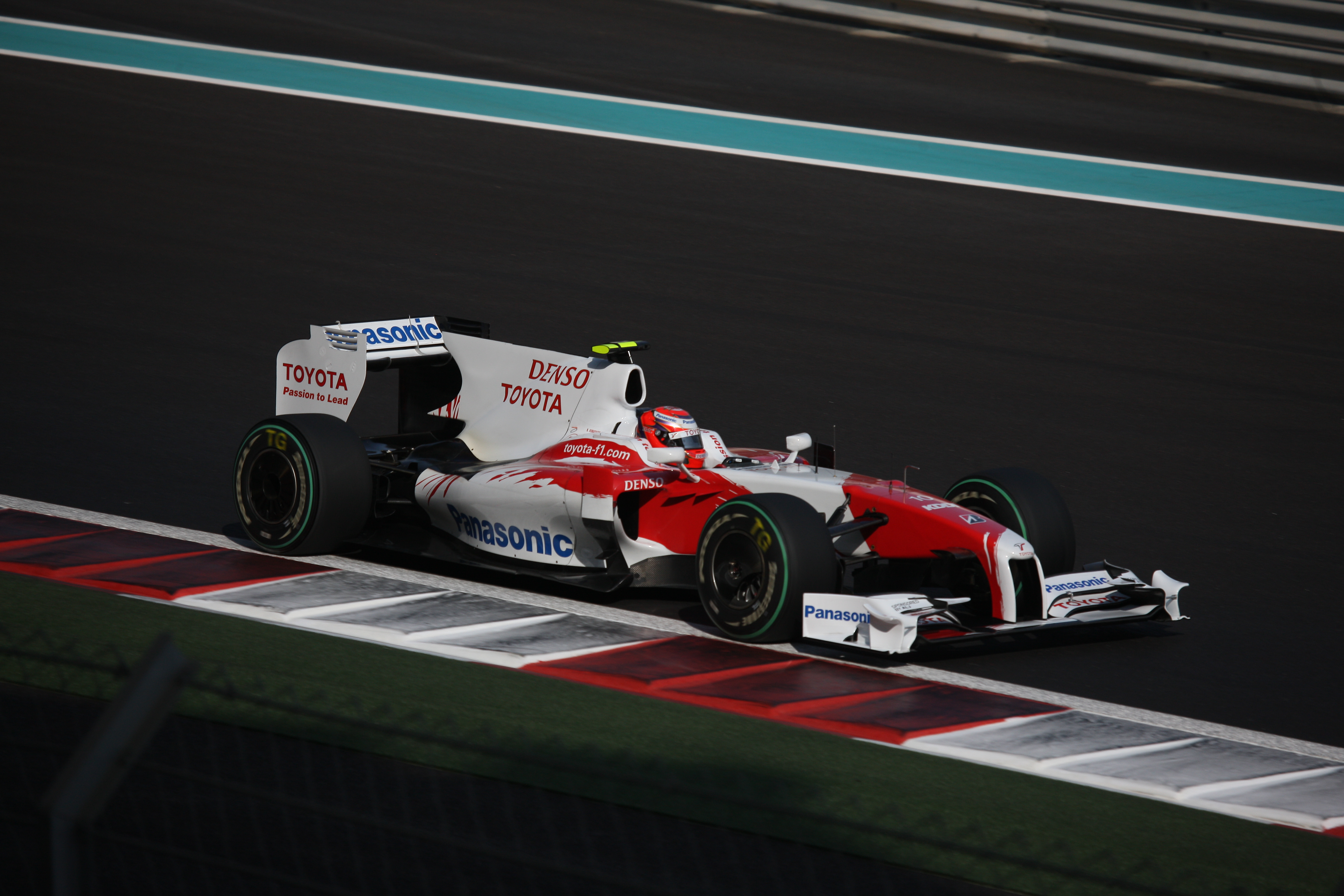
Kamui Kobayashi podczas Grand Prix Abu Zabi (2009)

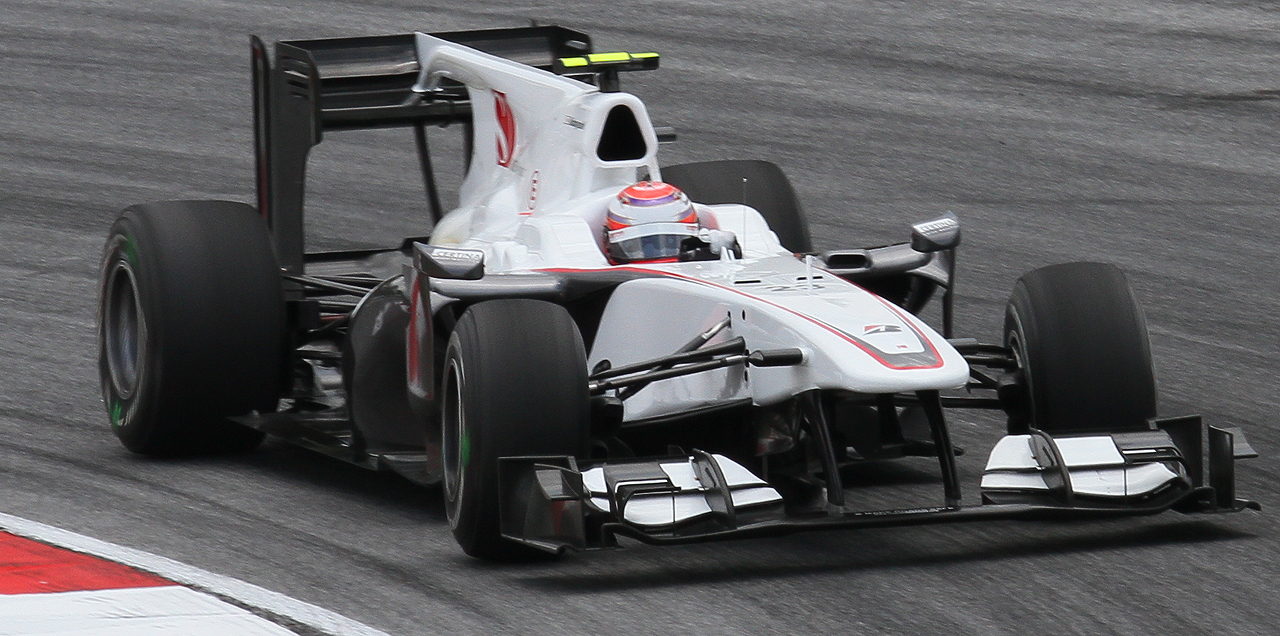
Kamui Kobayashi podczas Grand Prix Malezji (2010)

#### 2009: Toyota
Kamui Kobayashi podczas Grand Prix Japonii 2009 wziął udział w piątkowych treningach, zastępując przeziębionego Timo Glocka. W dwóch kolejnych wyścigach, Grand Prix Brazylii i kończącym sezon Grand Prix Abu Zabi Kobayashi został przez Toyotę wyznaczony na zastępcę kontuzjowanego Glocka. W finałowym wyścigu, który ukończył na szóstej pozycji, zdobył swoje pierwsze punkty w Formule 1, a sezon 2009 ukończył na osiemnastym miejscu w klasyfikacji generalnej.
Po zakończeniu sezonu 2009, był wiązany z posadą w Toyocie w sezonie 2010, ale spekulacje zakończyło wycofanie się zespołu. Japończycy zdecydowali się jednak wesprzeć Kobayashiego w poszukiwaniach miejsca w innych ekipach. Ostatecznie 17 grudnia został potwierdzony jako jeden z kierowców Saubera.

#### 2010–2013: Sauber
Na początku sezonu 2010 Kobayashi nie był w stanie punktować w wyścigach, nawet po wejściu do Q3 (w Malezji, w Hiszpanii), a dopiero w Turcji zdołał zdobyć punkt. W GP Europy po wypadku Webbera i Kovalainena i wyjeździe Safety Car'a na tor aż do 53 okrążenia utrzymywał się na 3 pozycji, za prowadzącym Vettelem i Hamiltonem, i utrzymywał ich tempo. Po zjeździe do boksu po opony znalazł się na dziewiątej pozycji, i przed końcem wyścigu wyprzedził Alonso i Buemiego. W taki sposób znalazł się na 7 pozycji i na tej pozycji ukończył wyścig. Także jego partner z zesopłu Pedro de la Rosa ukończył wyścig w punktach (10 pozycja), ale po nałożeniu kary za przewinienie w czasie neutralizacji przesunął się na niepunktowaną 12 pozycję. Był to najlepszy wyścig Kobayashiego w tym sezonie.
27 marca 2011, do wyścigu Grand Prix Australii inaugurującym sezon 2011 startował z 9 miejsca, które uzyskał poprzedniego dnia w kwalifikacjach. Po zakończeniu wyścigu sędziowie podjęli decyzję o dyskwalifikacji Kobayashiego. Powodem był negatywny wynik kontroli technicznej bolidu po wyścigu.
Był to jeden z lepszych sezonów w karierze Japończyka. Za sprawą zakazu stosowania tzw. dmuchanego dyfuzora, konstrukcja bolidu C31 była bardzo szybka. Zostało to potwierdzone w Chinach, gdzie zdobył pierwsze najszybsze okrążenie podczas wyścigu. Później, podczas GP Japonii, zdobył swoje pierwsze podium, zajmując trzecie miejsce (za Vettelem i Massą). Sezon zakończył na 12. miejscu z dorobkiem 60 pkt.
Po sezonie 2012 Kobayashi nie znalazł miejsca w stawce na rok 2013, głównie za sprawą braku sponsora oraz zatrudnienia przez zespół Saubera innych kierowców.

#### 2014: Caterham
Zespół Caterham potwierdził, że w sezonie 2014 Kobayashi będzie jeździł wraz z Marcusem Ericssonem. Jazda w tymże zespole oznaczała możliwość walki jedynie z kierowcami Marussi oraz ze swoim partnerem zespołowym - Marcusem Ericssonem. Mimo największego doświadczenia spośród całej czwórki, w klasyfikacji generalnej okazał się najgorszy. Stało się to głównie za sprawą trzynastej pozycji w wyścigu o Grand Prix Monako, w którym dzięki dużej liczbie niesklasyfikowanych kierowców, kierowcy dwóch Marussi i Caterhama mogli osiągnąć najwyższe pozycji w sezonie. Ze względu na mniejszy wkład jego sponsorów w budżet zespołu, był zmuszany do wielokrotnego udostępniania swojego bolidu kierowcom testowym. W wyścigu o Grand Prix Belgii został nawet zastąpiony przez André Lotterera. W klasyfikacji generalnej został sklasyfikowany na 22 pozycji.

## Opinie
W 2012 roku Alan Jones stwierdził, że Kamui Kobayashi jest najlepszym japońskim kierowcą w Formule 1.

## Wyniki
Stan: 23 listopada 2014

### Formuła 1
| Legenda oznaczeń w tabelach wyników Wyświetl szablon na nowej stronie | Legenda oznaczeń w tabelach wyników Wyświetl szablon na nowej stronie                                                                     |
| Oznaczenie                                                            | Wyjaśnienie |
| --------------------------------------------------------------------- | --- |
| Złoty                                                                 | Zwycięzca lub mistrzostwo |
| Srebrny                                                               | 2. miejsce lub wicemistrzostwo |
| Brązowy                                                               | 3. miejsce lub II wicemistrzostwo |
| Zielony                                                               | Ukończył, punktował (w klasyfikacji generalnej, gdy zdobył co najmniej jeden punkt na przestrzeni sezonu, poza trzema powyższymi opcjami) |
| Niebieski                                                             | Ukończył, nie punktował (w klasyfikacji generalnej, gdy nie zdobył co najmniej jednego punktu na przestrzeni sezonu)                      |
| Czerwony                                                              | Nie zakwalifikował się (NZ) |
| Czerwony                                                              | Nie prekwalifikował się (NPK) |
| Różowy                                                                | Nie ukończył (NU) |
| Różowy                                                                | Niesklasyfikowany (NS) (w klasyfikacji generalnej, gdy nie został sklasyfikowany w żadnym wyścigu sezonu)                                 |
| Czarny                                                                | Zdyskwalifikowany (DK) |
| Czarny                                                                | Wykluczony (WYK/EX) |
| Biały                                                                 | Nie wystartował (NW) |
| Biały                                                                 | Kontuzjowany (K/INJ) |
| Biały                                                                 | Wyścig odwołany (OD/C) |
| Bez koloru                                                            | Został wycofany (WYC/WD) |
| Bez koloru                                                            | Nie przybył (NP/DNA) |
| Bez koloru                                                            | Nie brał udziału w treningach (NT/DNP) |
| Bez koloru                                                            | Nie został zgłoszony (–) |
| Pogrubienie                                                           | Start z pole position |
| Kursywa                                                               | Najszybsze okrążenie wyścigu |
| †                                                                     | Nie ukończył, ale jego rezultat został zaliczony ze względu na przejechanie więcej niż 90% dystansu wyścigu.                              |
| *                                                                     | Sezon w trakcie |
| 1/2/3                                                                 | Punktowana pozycja w sprincie kwalifikacyjnym                                                                                             |
| Lista systemów punktacji Formuły 1                                    | |

| Sezon | Zespół                  | Samochód                       | Pozycje startowe / w wyścigach | Pozycje startowe / w wyścigach | Pozycje startowe / w wyścigach | Pozycje startowe / w wyścigach | Pozycje startowe / w wyścigach | Pozycje startowe / w wyścigach | Pozycje startowe / w wyścigach | Pozycje startowe / w wyścigach | Pozycje startowe / w wyścigach | Pozycje startowe / w wyścigach | Pozycje startowe / w wyścigach | Pozycje startowe / w wyścigach | Pozycje startowe / w wyścigach | Pozycje startowe / w wyścigach | Pozycje startowe / w wyścigach | Pozycje startowe / w wyścigach | Pozycje startowe / w wyścigach | Pozycje startowe / w wyścigach | Pozycje startowe / w wyścigach | Pozycje startowe / w wyścigach | Pozycje startowe / w wyścigach |
| Sezon | Zespół                  | Silnik                         | 1                              | 2                              | 3                              | 4                              | 5                              | 6                              | 7                              | 8                              | 9                              | 10                             | 11                             | 12                             | 13                             | 14                             | 15                             | 16                             | 17                             | 18                             | 19                             | 20                             | 21                             |
| 2009  |                         |                                | Australia                      | Malezja                        |                                | Bahrajn                        | Hiszpania                      | Monako                         | Turcja                         | Wielka Brytania                | Niemcy                         | Węgry                          | Unia Europejska                | Belgia                         | Włochy                         | Singapur                       | Japonia                        | Brazylia                       |                                |                                |                                |                                |                                |
| ----- | ----------------------- | ------------------------------ | ------------------------------ | ------------------------------ | ------------------------------ | ------------------------------ | ------------------------------ | ------------------------------ | ------------------------------ | ------------------------------ | ------------------------------ | ------------------------------ | ------------------------------ | ------------------------------ | ------------------------------ | ------------------------------ | ------------------------------ | ------------------------------ | ------------------------------ | ------------------------------ | ------------------------------ | ------------------------------ | ------------------------------ |
| 2009  | Panasonic Toyota Racing | Toyota TF109                   | -                              | -                              | -                              | -                              | -                              | -                              | -                              | -                              | -                              | -                              | -                              | -                              | -                              | -                              | -                              | 11                             | 12                             |                                |                                |                                |                                |
| 2009  | Panasonic Toyota Racing | Toyota RVX-09 2,4l V8          | -                              | -                              | -                              | -                              | -                              | -                              | -                              | -                              | -                              | -                              | -                              | -                              | -                              | -                              | -                              | 9                              | 6                              |                                |                                |                                |                                |
| 2010  |                         |                                | Bahrajn                        | Australia                      | Malezja                        |                                | Hiszpania                      | Monako                         | Turcja                         | Kanada                         | Unia Europejska                | Wielka Brytania                | Niemcy                         | Węgry                          | Belgia                         | Włochy                         | Singapur                       | Japonia                        | Korea Południowa               | Brazylia                       |                                |                                |                                |
| 2010  | BMW Sauber F1 Team      | BMW Sauber C29                 | 16                             | 16                             | 9                              | 15                             | 10                             | 16                             | 10                             | 18                             | 18                             | 12                             | 12                             | 23                             | 19                             | PIT                            | 10                             | 14                             | 12                             | 12                             | 12                             |                                |                                |
| 2010  | BMW Sauber F1 Team      | Ferrari 056 2,4l V8            | NU                             | NU                             | NU                             | NU                             | 12                             | NU                             | 10                             | NU                             | 7                              | 6                              | 11                             | 9                              | 8                              | NU                             | NU                             | 7                              | 8                              | 10                             | 14                             |                                |                                |
| 2011  |                         |                                | Australia                      | Malezja                        |                                | Turcja                         | Hiszpania                      | Monako                         | Kanada                         | Unia Europejska                | Wielka Brytania                | Niemcy                         | Węgry                          | Belgia                         | Włochy                         | Singapur                       | Japonia                        | Korea Południowa               | Indie                          |                                | Brazylia                       |                                |                                |
| 2011  | Sauber F1 Team          | Sauber C30                     | 9                              | 10                             | 13                             | 24                             | 14                             | 13                             | 13                             | 14                             | 8                              | 17                             | 13                             | 12                             | 17                             | 17                             | 7                              | 14                             | 18                             | 16                             | 16                             |                                |                                |
| 2011  | Sauber F1 Team          | Ferrari 056 2,4l V8            | DK                             | 7                              | 10                             | 10                             | 10                             | 5                              | 7                              | 16                             | NU                             | 9                              | 11                             | 12                             | NU                             | 14                             | 13                             | 15                             | NU                             | 10                             | 9                              |                                |                                |
| 2012  |                         |                                | Australia                      | Malezja                        |                                | Bahrajn                        | Hiszpania                      | Monako                         | Kanada                         | Unia Europejska                | Wielka Brytania                | Niemcy                         | Węgry                          | Belgia                         | Włochy                         | Singapur                       | Japonia                        | Korea Południowa               | Indie                          |                                | Stany Zjednoczone              | Brazylia                       |                                |
| 2012  | Sauber F1 Team          | Sauber C31                     | 13                             | 17                             | 3                              | 12                             | 9                              | 11                             | 11                             | 7                              | 17                             | 12                             | 15                             | 2                              | 9                              | 18                             | 3                              | 13                             | 17                             | 15                             | 16                             | 15                             |                                |
| 2012  | Sauber F1 Team          | Ferrari 056 2,4l V8            | 6                              | NU                             | 10                             | 13                             | 5                              | NU                             | 9                              | NU                             | 11                             | 4                              | 18                             | 13                             | 9                              | 13                             | 3                              | NU                             | 14                             | 6                              | 14                             | 9                              |                                |
| 2014  |                         |                                | Australia                      | Malezja                        | Bahrajn                        |                                | Hiszpania                      | Monako                         | Kanada                         | Austria                        | Wielka Brytania                | Niemcy                         | Węgry                          | Belgia                         | Włochy                         | Singapur                       | Japonia                        | Rosja                          | Stany Zjednoczone              | Brazylia                       |                                |                                |                                |
| 2014  | Caterham F1 Team        | Caterham CT05                  | 14                             | 20                             | 18                             | 18                             | 20                             | 21                             | 20                             | 20                             | 21                             | 20                             | 18                             | -                              | 19                             | 20                             | 21                             | 19                             | -                              | -                              | 17                             |                                |                                |
| 2014  | Caterham F1 Team        | Renault Energy F1-2014 1.6T V6 | NU                             | 13                             | 15                             | 18                             | NU                             | 13                             | NU                             | 16                             | 15                             | 16                             | NU                             | -                              | 17                             | NW                             | 17                             | NU                             | -                              | -                              | NU                             |                                |                                |

### Seria GP2
| Legenda oznaczeń w tabelach wyników Wyświetl szablon na nowej stronie | Legenda oznaczeń w tabelach wyników Wyświetl szablon na nowej stronie                                                                     |
| Oznaczenie                                                            | Wyjaśnienie |
| --------------------------------------------------------------------- | --- |
| Złoty                                                                 | Zwycięzca lub mistrzostwo |
| Srebrny                                                               | 2. miejsce lub wicemistrzostwo |
| Brązowy                                                               | 3. miejsce lub II wicemistrzostwo |
| Zielony                                                               | Ukończył, punktował (w klasyfikacji generalnej, gdy zdobył co najmniej jeden punkt na przestrzeni sezonu, poza trzema powyższymi opcjami) |
| Niebieski                                                             | Ukończył, nie punktował (w klasyfikacji generalnej, gdy nie zdobył co najmniej jednego punktu na przestrzeni sezonu)                      |
| Czerwony                                                              | Nie zakwalifikował się (NZ) |
| Czerwony                                                              | Nie prekwalifikował się (NPK) |
| Różowy                                                                | Nie ukończył (NU) |
| Różowy                                                                | Niesklasyfikowany (NS) (w klasyfikacji generalnej, gdy nie został sklasyfikowany w żadnym wyścigu sezonu)                                 |
| Czarny                                                                | Zdyskwalifikowany (DK) |
| Czarny                                                                | Wykluczony (WYK/EX) |
| Biały                                                                 | Nie wystartował (NW) |
| Biały                                                                 | Kontuzjowany (K/INJ) |
| Biały                                                                 | Wyścig odwołany (OD/C) |
| Bez koloru                                                            | Został wycofany (WYC/WD) |
| Bez koloru                                                            | Nie przybył (NP/DNA) |
| Bez koloru                                                            | Nie brał udziału w treningach (NT/DNP) |
| Bez koloru                                                            | Nie został zgłoszony (–) |
| Pogrubienie                                                           | Start z pole position |
| Kursywa                                                               | Najszybsze okrążenie wyścigu |
| †                                                                     | Nie ukończył, ale jego rezultat został zaliczony ze względu na przejechanie więcej niż 90% dystansu wyścigu.                              |
| *                                                                     | Sezon w trakcie |
| 1/2/3                                                                 | Punktowana pozycja w sprincie kwalifikacyjnym                                                                                             |
| Lista systemów punktacji Formuły 1                                    | |

| Rok  | Zespół | Wyniki w poszczególnych eliminacjach | Wyniki w poszczególnych eliminacjach | Wyniki w poszczególnych eliminacjach | Wyniki w poszczególnych eliminacjach | Wyniki w poszczególnych eliminacjach | Wyniki w poszczególnych eliminacjach | Wyniki w poszczególnych eliminacjach | Wyniki w poszczególnych eliminacjach | Wyniki w poszczególnych eliminacjach | Wyniki w poszczególnych eliminacjach | Wyniki w poszczególnych eliminacjach | Wyniki w poszczególnych eliminacjach | Wyniki w poszczególnych eliminacjach | Wyniki w poszczególnych eliminacjach | Wyniki w poszczególnych eliminacjach | Wyniki w poszczególnych eliminacjach | Wyniki w poszczególnych eliminacjach | Wyniki w poszczególnych eliminacjach | Wyniki w poszczególnych eliminacjach | Wyniki w poszczególnych eliminacjach | Punkty | Pozycja |
| ---- | ------ | ------------------------------------ | ------------------------------------ | ------------------------------------ | ------------------------------------ | ------------------------------------ | ------------------------------------ | ------------------------------------ | ------------------------------------ | ------------------------------------ | ------------------------------------ | ------------------------------------ | ------------------------------------ | ------------------------------------ | ------------------------------------ | ------------------------------------ | ------------------------------------ | ------------------------------------ | ------------------------------------ | ------------------------------------ | ------------------------------------ | ------ | ------- |
| 2008 | DAMS   | ESP                                  | ESP                                  | TUR                                  | TUR                                  | MON                                  | MON                                  | FRA                                  | FRA                                  | GBR                                  | GBR                                  | DEU                                  | DEU                                  | HUN                                  | HUN                                  | VAL                                  | VAL                                  | BEL                                  | BEL                                  | ITA                                  | ITA                                  | 10     | 16      |
| 2008 | DAMS   | 8                                    | 1                                    | NU                                   | 9                                    | NU                                   | 18                                   | NU                                   | 9                                    | NU                                   | 7                                    | NU                                   | 18                                   | 11                                   | 8                                    | NU                                   | 6                                    | 9                                    | 14                                   | NU                                   | 13                                   | 10     | 16      |
| 2009 | DAMS   | ESP                                  | ESP                                  | MON                                  | MON                                  | TUR                                  | TUR                                  | GBR                                  | GBR                                  | DEU                                  | DEU                                  | HUN                                  | HUN                                  | VAL                                  | VAL                                  | BEL                                  | BEL                                  | ITA                                  | ITA                                  | POR                                  | POR                                  | 13     | 16      |
| 2009 | DAMS   | 8                                    | 5                                    | NU                                   | 12                                   | NU                                   | NS                                   | NU                                   | 17                                   | 9                                    | 3                                    | 13                                   | 8                                    | 8                                    | 11                                   | 7                                    | 11                                   | 17                                   | 17†                                  | 6                                    | 19                                   | 13     | 16      |

### Azjatycka Seria GP2
| Legenda oznaczeń w tabelach wyników Wyświetl szablon na nowej stronie | Legenda oznaczeń w tabelach wyników Wyświetl szablon na nowej stronie                                                                     |
| Oznaczenie                                                            | Wyjaśnienie |
| --------------------------------------------------------------------- | --- |
| Złoty                                                                 | Zwycięzca lub mistrzostwo |
| Srebrny                                                               | 2. miejsce lub wicemistrzostwo |
| Brązowy                                                               | 3. miejsce lub II wicemistrzostwo |
| Zielony                                                               | Ukończył, punktował (w klasyfikacji generalnej, gdy zdobył co najmniej jeden punkt na przestrzeni sezonu, poza trzema powyższymi opcjami) |
| Niebieski                                                             | Ukończył, nie punktował (w klasyfikacji generalnej, gdy nie zdobył co najmniej jednego punktu na przestrzeni sezonu)                      |
| Czerwony                                                              | Nie zakwalifikował się (NZ) |
| Czerwony                                                              | Nie prekwalifikował się (NPK) |
| Różowy                                                                | Nie ukończył (NU) |
| Różowy                                                                | Niesklasyfikowany (NS) (w klasyfikacji generalnej, gdy nie został sklasyfikowany w żadnym wyścigu sezonu)                                 |
| Czarny                                                                | Zdyskwalifikowany (DK) |
| Czarny                                                                | Wykluczony (WYK/EX) |
| Biały                                                                 | Nie wystartował (NW) |
| Biały                                                                 | Kontuzjowany (K/INJ) |
| Biały                                                                 | Wyścig odwołany (OD/C) |
| Bez koloru                                                            | Został wycofany (WYC/WD) |
| Bez koloru                                                            | Nie przybył (NP/DNA) |
| Bez koloru                                                            | Nie brał udziału w treningach (NT/DNP) |
| Bez koloru                                                            | Nie został zgłoszony (–) |
| Pogrubienie                                                           | Start z pole position |
| Kursywa                                                               | Najszybsze okrążenie wyścigu |
| †                                                                     | Nie ukończył, ale jego rezultat został zaliczony ze względu na przejechanie więcej niż 90% dystansu wyścigu.                              |
| *                                                                     | Sezon w trakcie |
| 1/2/3                                                                 | Punktowana pozycja w sprincie kwalifikacyjnym                                                                                             |
| Lista systemów punktacji Formuły 1                                    | |

| Rok       | Zespół | Wyniki w poszczególnych eliminacjach | Wyniki w poszczególnych eliminacjach | Wyniki w poszczególnych eliminacjach | Wyniki w poszczególnych eliminacjach | Wyniki w poszczególnych eliminacjach | Wyniki w poszczególnych eliminacjach | Wyniki w poszczególnych eliminacjach | Wyniki w poszczególnych eliminacjach | Wyniki w poszczególnych eliminacjach | Wyniki w poszczególnych eliminacjach | Wyniki w poszczególnych eliminacjach | Punkty | Pozycja |
| --------- | ------ | ------------------------------------ | ------------------------------------ | ------------------------------------ | ------------------------------------ | ------------------------------------ | ------------------------------------ | ------------------------------------ | ------------------------------------ | ------------------------------------ | ------------------------------------ | ------------------------------------ | ------ | ------- |
| 2008      | DAMS   | ARE                                  | ARE                                  | IDN                                  | IDN                                  | MAL                                  | MAL                                  | BHR                                  | BHR                                  | ARE                                  | ARE                                  |                                      | 22     | 6       |
| 2008      | DAMS   | 13                                   | NU                                   | NU                                   | 15                                   | 5                                    | 1                                    | 3                                    | 1                                    | 20                                   | 14                                   |                                      | 22     | 6       |
| 2008/2009 | DAMS   | CHN                                  | CHN                                  | ARE                                  | BHR                                  | BHR                                  | QAT                                  | QAT                                  | MAL                                  | MAL                                  | BHR                                  | BHR                                  | 56     | 1       |
| 2008/2009 | DAMS   | 2                                    | NU                                   | 1                                    | 1                                    | 6                                    | 4                                    | 18                                   | 2                                    | 7                                    | 4                                    | 5                                    | 56     | 1       |

### Formuła E
| Legenda oznaczeń w tabelach wyników Wyświetl szablon na nowej stronie | Legenda oznaczeń w tabelach wyników Wyświetl szablon na nowej stronie                                                                     |
| Oznaczenie                                                            | Wyjaśnienie |
| --------------------------------------------------------------------- | --- |
| Złoty                                                                 | Zwycięzca lub mistrzostwo |
| Srebrny                                                               | 2. miejsce lub wicemistrzostwo |
| Brązowy                                                               | 3. miejsce lub II wicemistrzostwo |
| Zielony                                                               | Ukończył, punktował (w klasyfikacji generalnej, gdy zdobył co najmniej jeden punkt na przestrzeni sezonu, poza trzema powyższymi opcjami) |
| Niebieski                                                             | Ukończył, nie punktował (w klasyfikacji generalnej, gdy nie zdobył co najmniej jednego punktu na przestrzeni sezonu)                      |
| Czerwony                                                              | Nie zakwalifikował się (NZ) |
| Czerwony                                                              | Nie prekwalifikował się (NPK) |
| Różowy                                                                | Nie ukończył (NU) |
| Różowy                                                                | Niesklasyfikowany (NS) (w klasyfikacji generalnej, gdy nie został sklasyfikowany w żadnym wyścigu sezonu)                                 |
| Czarny                                                                | Zdyskwalifikowany (DK) |
| Czarny                                                                | Wykluczony (WYK/EX) |
| Biały                                                                 | Nie wystartował (NW) |
| Biały                                                                 | Kontuzjowany (K/INJ) |
| Biały                                                                 | Wyścig odwołany (OD/C) |
| Bez koloru                                                            | Został wycofany (WYC/WD) |
| Bez koloru                                                            | Nie przybył (NP/DNA) |
| Bez koloru                                                            | Nie brał udziału w treningach (NT/DNP) |
| Bez koloru                                                            | Nie został zgłoszony (–) |
| Pogrubienie                                                           | Start z pole position |
| Kursywa                                                               | Najszybsze okrążenie wyścigu |
| †                                                                     | Nie ukończył, ale jego rezultat został zaliczony ze względu na przejechanie więcej niż 90% dystansu wyścigu.                              |
| *                                                                     | Sezon w trakcie |
| 1/2/3                                                                 | Punktowana pozycja w sprincie kwalifikacyjnym                                                                                             |
| Lista systemów punktacji Formuły 1                                    | |

| Rok       | Zespół                   | Wyniki w poszczególnych eliminacjach | Wyniki w poszczególnych eliminacjach | Wyniki w poszczególnych eliminacjach | Wyniki w poszczególnych eliminacjach | Wyniki w poszczególnych eliminacjach | Wyniki w poszczególnych eliminacjach | Wyniki w poszczególnych eliminacjach | Wyniki w poszczególnych eliminacjach | Wyniki w poszczególnych eliminacjach | Wyniki w poszczególnych eliminacjach | Wyniki w poszczególnych eliminacjach | Wyniki w poszczególnych eliminacjach | Punkty | Pozycja |
| --------- | ------------------------ | ------------------------------------ | ------------------------------------ | ------------------------------------ | ------------------------------------ | ------------------------------------ | ------------------------------------ | ------------------------------------ | ------------------------------------ | ------------------------------------ | ------------------------------------ | ------------------------------------ | ------------------------------------ | ------ | ------- |
| 2017/2018 | MS&AD Andretti Formula E | Hongkong                             | Hongkong                             | Maroko                               | Chile                                | Meksyk                               | Urugwaj                              | Włochy                               | Francja                              | Niemcy                               | Szwajcaria                           | Stany Zjednoczone                    | Stany Zjednoczone                    | 0      | 24      |
| 2017/2018 | MS&AD Andretti Formula E | 15                                   | 17                                   | –                                    | –                                    | –                                    | –                                    | –                                    | –                                    | –                                    | –                                    | –                                    | –                                    | 0      | 24      |

### Super Formula
| Legenda oznaczeń w tabelach wyników Wyświetl szablon na nowej stronie | Legenda oznaczeń w tabelach wyników Wyświetl szablon na nowej stronie                                                                     |
| Oznaczenie                                                            | Wyjaśnienie |
| --------------------------------------------------------------------- | --- |
| Złoty                                                                 | Zwycięzca lub mistrzostwo |
| Srebrny                                                               | 2. miejsce lub wicemistrzostwo |
| Brązowy                                                               | 3. miejsce lub II wicemistrzostwo |
| Zielony                                                               | Ukończył, punktował (w klasyfikacji generalnej, gdy zdobył co najmniej jeden punkt na przestrzeni sezonu, poza trzema powyższymi opcjami) |
| Niebieski                                                             | Ukończył, nie punktował (w klasyfikacji generalnej, gdy nie zdobył co najmniej jednego punktu na przestrzeni sezonu)                      |
| Czerwony                                                              | Nie zakwalifikował się (NZ) |
| Czerwony                                                              | Nie prekwalifikował się (NPK) |
| Różowy                                                                | Nie ukończył (NU) |
| Różowy                                                                | Niesklasyfikowany (NS) (w klasyfikacji generalnej, gdy nie został sklasyfikowany w żadnym wyścigu sezonu)                                 |
| Czarny                                                                | Zdyskwalifikowany (DK) |
| Czarny                                                                | Wykluczony (WYK/EX) |
| Biały                                                                 | Nie wystartował (NW) |
| Biały                                                                 | Kontuzjowany (K/INJ) |
| Biały                                                                 | Wyścig odwołany (OD/C) |
| Bez koloru                                                            | Został wycofany (WYC/WD) |
| Bez koloru                                                            | Nie przybył (NP/DNA) |
| Bez koloru                                                            | Nie brał udziału w treningach (NT/DNP) |
| Bez koloru                                                            | Nie został zgłoszony (–) |
| Pogrubienie                                                           | Start z pole position |
| Kursywa                                                               | Najszybsze okrążenie wyścigu |
| †                                                                     | Nie ukończył, ale jego rezultat został zaliczony ze względu na przejechanie więcej niż 90% dystansu wyścigu.                              |
| *                                                                     | Sezon w trakcie |
| 1/2/3                                                                 | Punktowana pozycja w sprincie kwalifikacyjnym                                                                                             |
| Lista systemów punktacji Formuły 1                                    | |

| Rok  | Zespół                    | Wyniki w poszczególnych eliminacjach | Wyniki w poszczególnych eliminacjach | Wyniki w poszczególnych eliminacjach | Wyniki w poszczególnych eliminacjach | Wyniki w poszczególnych eliminacjach | Wyniki w poszczególnych eliminacjach | Wyniki w poszczególnych eliminacjach | Wyniki w poszczególnych eliminacjach | Wyniki w poszczególnych eliminacjach | Wyniki w poszczególnych eliminacjach | Punkty | Pozycja |
| ---- | ------------------------- | ------------------------------------ | ------------------------------------ | ------------------------------------ | ------------------------------------ | ------------------------------------ | ------------------------------------ | ------------------------------------ | ------------------------------------ | ------------------------------------ | ------------------------------------ | ------ | ------- |
| 2015 | Kygnus Sunoco Team LeMans | SZU                                  | OKA                                  | FUJ                                  | MOT                                  | AUT                                  | SUG                                  | SZU                                  | SZU                                  |                                      |                                      | 20     | 6       |
| 2015 | Kygnus Sunoco Team LeMans | 9                                    | 2                                    | 10                                   | 17                                   | 3                                    | 6                                    | 3                                    | 9                                    |                                      |                                      | 20     | 6       |
| 2016 | Sunoco Team LeMans        | SZU                                  | OKA                                  | FUJ                                  | MOT                                  | OKA                                  | OKA                                  | SUG                                  | SZU                                  | SZU                                  |                                      | 1      | 17      |
| 2016 | Sunoco Team LeMans        | 16                                   | 18                                   | 10                                   | 9                                    | 18                                   | 17                                   | 17                                   | 9                                    | 7                                    |                                      | 1      | 17      |
| 2017 | KCMG                      | SZU                                  | OKA                                  | OKA                                  | FUJ                                  | MOT                                  | AUT                                  | SUG                                  | SZU                                  | SZU                                  |                                      | 16,5   | 7       |
| 2017 | KCMG                      | 9                                    | 4                                    | 5                                    | 15                                   | 2                                    | 7                                    | 7                                    | OD                                   | OD                                   |                                      | 16,5   | 7       |
| 2018 | carrozzeria Team KCMG     | SZU                                  | AUT                                  | SUG                                  | FUJ                                  | MOT                                  | OKA‡                                 | SZU                                  |                                      |                                      |                                      | 11     | 10      |
| 2018 | carrozzeria Team KCMG     | 10                                   | OD                                   | 6                                    | 12                                   | –                                    | 2                                    | 13                                   |                                      |                                      |                                      | 11     | 10      |
| 2019 | carrozzeria Team KCMG     | SZU                                  | AUT                                  | SUG                                  | FUJ                                  | MOT                                  | OKA                                  | SZU                                  |                                      |                                      |                                      | 19     | 6       |
| 2019 | carrozzeria Team KCMG     | 9                                    | 10                                   | 2                                    | 6                                    | 2                                    | 18                                   | 12                                   |                                      |                                      |                                      | 19     | 6       |
| 2020 | carrozzeria Team KCMG     | MOT                                  | OKA                                  | SUG                                  | AUT                                  | SZU                                  | SZU                                  | FUJ                                  |                                      |                                      |                                      | 8      | 16      |
| 2020 | carrozzeria Team KCMG     | 14                                   | –                                    | 14                                   | –                                    | 4                                    | 15                                   | 11                                   |                                      |                                      |                                      | 8      | 16      |
| 2021 | carrozzeria Team KCMG     | FUJ                                  | SZU                                  | AUT‡                                 | SUG                                  | MOT                                  | MOT                                  | SZU                                  |                                      |                                      |                                      | 1      | 20      |
| 2021 | carrozzeria Team KCMG     | –                                    | –                                    | –                                    | –                                    | –                                    | 10                                   | –                                    |                                      |                                      |                                      | 1      | 20      |
| 2022 | KCMG                      | FUJ                                  | FUJ                                  | SZU                                  | AUT                                  | SUG                                  | FUJ                                  | MOT                                  | MOT                                  | SZU                                  | SZU                                  | 9      | 17      |
| 2022 | KCMG                      | 18                                   | 9                                    | 5                                    | NU                                   | 17                                   | 14                                   | 14                                   | 17                                   | 18                                   | 10                                   | 9      | 17      |

* – Sezon w trakcie.

‡ - Przyznano połowę punktów, gdyż zostało przejechane mniej niż 75% wyścigu.